# توماس براتن
توماس براتن (بالنرويجية البوكمول: Thomas Braaten)‏ هو لاعب كرة قدم نرويجي، ولد في 30 يونيو 1987 في نورايسا في النرويج. لعب مع ترومسو إيدريتسلاغ ونادي بودو/غليمت.

## وصلات خارجية
- توماس براتن على موقع اتحاد النرويج (النرويجية)
- توماس براتن على موقع قاعدة بيانات كرة القدم.إي يو (الإنجليزية)
- توماس براتن على موقع Soccerway.com (الإنجليزية)
- توماس براتن على موقع عالم كرة القدم.نت (الإنجليزية)